# John Putch
John Paul Putch (ur. 21 sierpnia 1961 w Chambersburg w stanie Pensylwania, USA) – amerykański aktor, scenarzysta, reżyser i producent telewizyjny.
Syn aktorki Jean Stapleton i Williama H. Putcha. Wychowywał się z siostrą Pamelą. Znany jest między innymi z roli Boba Mortona w sitcomie One Day At A Time.

## Filmografia

### Filmy
- 1983: Szczęki 3 jako Sean Brody
- 1985: Pewna sprawa jako Mastin
- 1994: Star Trek: Pokolenia jako dziennikarz
- 1994: Stan zagrożenia jako drugi pilot Blackhawka
- 1998: Miasto aniołów jako mężczyzna w samochodzie

### Seriale
- 1986: Posterunek przy Hill Street jako sanitariusz
- 1986: Statek miłości jako Jason Matthews
- 1988–1989: Star Trek: Następne pokolenie jako Mordock, Mendon
- 1991: Kroniki Seinfelda jako Roy
- 1994: Skrzydła jako Jeff
- 1999: Pan Złota Rączka jako Dan